# Avatele Beach

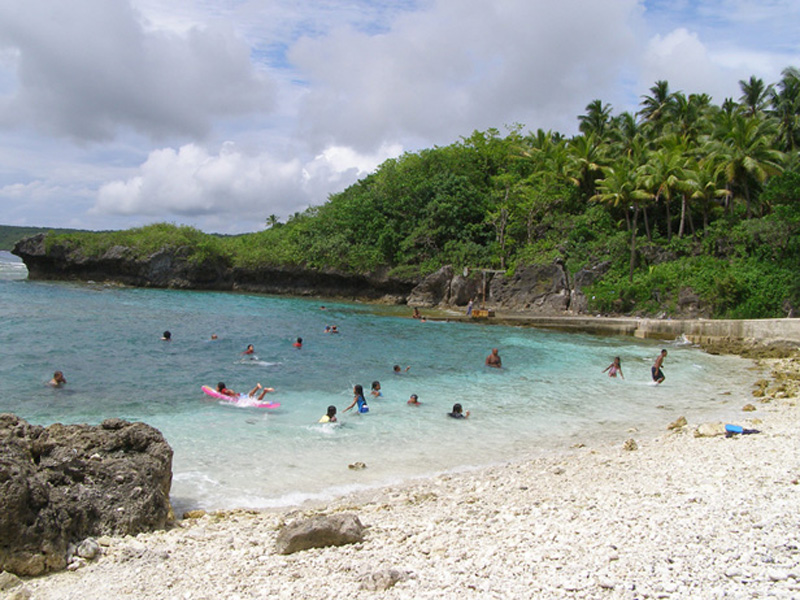
Avatele Beach

Avatele Beach is een strand aan Avatele Bay in het dorp Avatele op Niue. Het strand geldt als het grootste en bekendste strand van het eiland.
Hoewel het zand er nogal grof is, is Avatele Beach een populaire zwem- en picknickplaats bij zowel toeristen als eilanders. 

## Geschiedenis
Vóór de bouw van de Sir Robert Rex Wharf-aanlegsteiger en van de internationale luchthaven in Alofi was het strand de voornaamste aanlegplaats voor de meeste buitenlandse bezoekers. Zo was het de plaats waar de Britse kapitein James Cook voor de derde en laatste maal aan land probeerde te gaan op Niue alvorens hij het eiland in 1774 Savage Island noemde. Sindsdien is het de aankomst- en officiële verwelkomingsplek voor veel prominenten geweest, zoals missionarissen of Nieuw-Zeelandse gouverneurs-generaal.